# Žulová
Žulová (tot 1948 Frýdberk en Duits: Friedberg) is een Silezische stad in de Tsjechische regio Olomouc, en maakt deel uit van het district Jeseník. Žulová telt 1162 inwoners (2023).
Žulová was kort na de Tweede Wereldoorlog een plaats met een overwegend Duitstalige bevolking. In 1948 werd de Duitstalige bevolking verdreven en vervangen door Slowaken uit het deel van Tsjechoslowakije dat door de Sovjet-Unie was geannexeerd.

## Geschiedenis
- 1948 – De gemeente Frýdberk wordt hernoemd tot Žulová.
- 1976 – De gemeente Kobylá nad Vidkavkou wordt geannexeerd door de gemeente Žulová.
- 1996 – De gemeente Žulová wordt administratief overgeheveld van het district Šumperk naar het nieuw gevormde district Jeseník.
- 2001 – Kobylá nad Vidkavkou scheidt zich af van de gemeente Žulová en wordt (opnieuw) een zelfstandige gemeente.
- 2006 – De gemeente Žulová krijgt (opnieuw) de status stad.[1]